# 1972年ドイツグランプリ
1972年ドイツグランプリ (1972ねんドイツグランプリ、英: 1972 German Grand Prix) は、1972年のF1世界選手権第8戦として、1972年7月30日にニュルブルクリンクで開催された。
レースは14周で行われ、フェラーリのジャッキー・イクスが優勝した。イクスはポールポジションとファステストラップを獲得し、かつ全周回でトップを走行したことによりグランドスラムを達成した。イクスにとってはこれが通算8回目でかつ最後のF1世界選手権レースにおける優勝であった。チームメイトのクレイ・レガツォーニが2位、マーチのロニー・ピーターソンが3位となった。

## エントリー
ティレルは新車005のインボードブレーキに起因するひどい振動により熟成が進まず、ニュルブルクリンクに005を持ち込まないことを決めた。
フェラーリはサッカーで遊んでいた際に腕を負傷したクレイ・レガツォーニが復帰し、アメリカのレースを優先したマリオ・アンドレッティに代わり、F1デビュー戦となった前戦イギリスGPで6位に入賞したアルトゥーロ・メルツァリオが引き続き起用された。マクラーレンのピーター・レブソンもアンドレッティ同様アメリカのレースを優先したため、ブライアン・レッドマンが代走を務める。
BRMは3台のP160Cをジャン＝ピエール・ベルトワーズ、ハウデン・ガンレイ、レイネ・ウィセルに与え、ピーター・ゲシンがメンバーから外された。
マトラは新車MS120Dの修理が終わり、クリス・エイモンが再び同車を走らせる。
ウィリアムズにとって初めてのオリジナルF1マシン「ポリトイ・FX3」は前戦イギリスGPでデビューしたが、同GPの決勝でアンリ・ペスカロロがクラッシュしたことにより大破させたため、再びマーチ・721をペスカロロに与えた。テクノはデレック・ベルを起用した。
コンニューのフランソワ・ミゴールはサーキットには行ったものの、経験の浅いドライバーがいる未知のマシンであることを理由に主催者からエントリーを拒否された。

### エントリーリスト
| チーム                                             | No. | ドライバー                     | コンストラクター | シャシー | エンジン                         | タイヤ |
| -------------------------------------------------- | --- | ------------------------------ | ---------------- | -------- | -------------------------------- | ------ |
| エルフ・チーム・ティレル                           | 1   | ジャッキー・スチュワート       | ティレル         | 003      | フォード・コスワース DFV 3.0L V8 | G      |
| エルフ・チーム・ティレル                           | 7   | フランソワ・セベール           | ティレル         | 002      | フォード・コスワース DFV 3.0L V8 | G      |
| ジョン・プレイヤー・チーム・ロータス               | 2   | エマーソン・フィッティパルディ | ロータス         | 72D      | フォード・コスワース DFV 3.0L V8 | F      |
| ジョン・プレイヤー・チーム・ロータス               | 25  | デビッド・ウォーカー           | ロータス         | 72D      | フォード・コスワース DFV 3.0L V8 | F      |
| ヤードレー・チーム・マクラーレン                   | 3   | デニス・ハルム                 | マクラーレン     | M19C     | フォード・コスワース DFV 3.0L V8 | G      |
| ヤードレー・チーム・マクラーレン                   | 5   | ブライアン・レッドマン         | マクラーレン     | M19A     | フォード・コスワース DFV 3.0L V8 | G      |
| スクーデリア・フェラーリ SpA SEFAC                 | 4   | ジャッキー・イクス             | フェラーリ       | 312B2    | フェラーリ 001/1 3.0L F12        | F      |
| スクーデリア・フェラーリ SpA SEFAC                 | 9   | クレイ・レガツォーニ           | フェラーリ       | 312B2    | フェラーリ 001/1 3.0L F12        | F      |
| スクーデリア・フェラーリ SpA SEFAC                 | 19  | アルトゥーロ・メルツァリオ     | フェラーリ       | 312B2    | フェラーリ 001/1 3.0L F12        | F      |
| マールボロ・BRM                                    | 6   | ジャン＝ピエール・ベルトワーズ | BRM              | P160C    | BRM P142 3.0L V12                | F      |
| マールボロ・BRM                                    | 17  | ハウデン・ガンレイ             | BRM              | P160C    | BRM P142 3.0L V12                | F      |
| マールボロ・BRM                                    | 18  | レイネ・ウィセル               | BRM              | P160C    | BRM P142 3.0L V12                | F      |
| オーストリア・マールボロ・BRM                      | 24  | ヘルムート・マルコ 1           | BRM              | P160B    | BRM P142 3.0L V12                | F      |
| エキップ・マトラ・スポール                         | 8   | クリス・エイモン               | マトラ           | MS120D   | マトラ MS72 3.0L V12             | G      |
| STP・マーチ・レーシングチーム                      | 10  | ロニー・ピーターソン           | マーチ           | 721G     | フォード・コスワース DFV 3.0L V8 | G      |
| STP・マーチ・レーシングチーム                      | 23  | ニキ・ラウダ                   | マーチ           | 721G     | フォード・コスワース DFV 3.0L V8 | G      |
| モーターレーシング・ディベロップメンツ・リミテッド | 11  | グラハム・ヒル                 | ブラバム         | BT37     | フォード・コスワース DFV 3.0L V8 | G      |
| モーターレーシング・ディベロップメンツ・リミテッド | 12  | カルロス・ロイテマン           | ブラバム         | BT37     | フォード・コスワース DFV 3.0L V8 | G      |
| モーターレーシング・ディベロップメンツ・リミテッド | 26  | ウィルソン・フィッティパルディ | ブラバム         | BT34     | フォード・コスワース DFV 3.0L V8 | G      |
| ブルックボンド・オクソ・チーム・サーティース       | 14  | マイク・ヘイルウッド           | サーティース     | TS9B     | フォード・コスワース DFV 3.0L V8 | F      |
| チーム・サーティース                               | 15  | ティム・シェンケン             | サーティース     | TS9B     | フォード・コスワース DFV 3.0L V8 | F      |
| チェラミカ・パニョッシン・チーム・サーティース     | 16  | アンドレア・デ・アダミッチ     | サーティース     | TS9B     | フォード・コスワース DFV 3.0L V8 | F      |
| チーム・ウィリアムズ・モチュール                   | 20  | アンリ・ペスカロロ             | マーチ           | 721      | フォード・コスワース DFV 3.0L V8 | G      |
| チーム・ウィリアムズ・モチュール                   | 21  | カルロス・パーチェ             | マーチ           | 711      | フォード・コスワース DFV 3.0L V8 | G      |
| チーム・アイフェラント・キャラバンズ               | 22  | ロルフ・シュトメレン           | アイフェラント   | E21      | フォード・コスワース DFV 3.0L V8 | G      |
| マルティーニ・レーシングチーム                     | 27  | デレック・ベル                 | テクノ           | PA123/3  | テクノ シリーズP 3.0L F12        | F      |
| クラーク＝モーダウント＝ガスリー・レーシング       | 28  | マイク・ボイトラー             | マーチ           | 721G     | フォード・コスワース DFV 3.0L V8 | F      |
| スクリバンテ・ラッキーストライク・レーシング       | 29  | デイヴ・チャールトン           | ロータス         | 72D      | フォード・コスワース DFV 3.0L V8 | F      |
| ソース:                                            |     |                                |                  |          |                                  |        |

追記
- ^1 - マルコは第6戦フランスGPで目を負傷したため欠場[8][9]

## 予選
ジャッキー・イクスは前年にポールポジションを獲得したジャッキー・スチュワートが記録したタイム（7分19秒0）を約12秒上回り、そのスチュワートに1.7秒差でポールポジションを獲得した。エマーソン・フィッティパルディとロニー・ピーターソンが2列目、フランソワ・セベールとカルロス・ロイテマンが3列目に並び、クレイ・レガツォーニ、クリス・エイモン、アンリ・ペスカロロ、デニス・ハルムがトップ10に入った。

### 予選結果
| 順位    | No. | ドライバー                     | コンストラクター        | タイム | 差    | グリッド |
| ------- | --- | ------------------------------ | ----------------------- | ------ | ----- | -------- |
| 1       | 4   | ジャッキー・イクス             | フェラーリ              | 7:07.0 | -     | 1        |
| 2       | 1   | ジャッキー・スチュワート       | ティレル-フォード       | 7:08.7 | +1.7  | 2        |
| 3       | 2   | エマーソン・フィッティパルディ | ロータス-フォード       | 7:09.9 | +2.9  | 3        |
| 4       | 10  | ロニー・ピーターソン           | マーチ-フォード         | 7:11.6 | +4.6  | 4        |
| 5       | 7   | フランソワ・セベール           | ティレル-フォード       | 7:12.2 | +5.2  | 5        |
| 6       | 12  | カルロス・ロイテマン           | ブラバム-フォード       | 7:12.4 | +5.4  | 6        |
| 7       | 9   | クレイ・レガツォーニ           | フェラーリ              | 7:13.4 | +6.4  | 7        |
| 8       | 8   | クリス・エイモン               | マトラ                  | 7'13.9 | +6.9  | 8        |
| 9       | 20  | アンリ・ペスカロロ             | マーチ-フォード         | 7:14.4 | +7.4  | 9        |
| 10      | 3   | デニス・ハルム                 | マクラーレン-フォード   | 7:14.5 | +7.5  | 10       |
| 11      | 21  | カルロス・パーチェ             | マーチ-フォード         | 7:16.6 | +9.6  | 11       |
| 12      | 15  | ティム・シェンケン             | サーティース-フォード   | 7:17.2 | +10.2 | 12       |
| 13      | 6   | ジャン＝ピエール・ベルトワーズ | BRM                     | 7:17.3 | +10.3 | 13       |
| 14      | 22  | ロルフ・シュトメレン           | アイフェラント-フォード | 7:17.5 | +10.5 | 14       |
| 15      | 11  | グラハム・ヒル                 | ブラバム-フォード       | 7:18.4 | +11.4 | 15       |
| 16      | 14  | マイク・ヘイルウッド           | サーティース-フォード   | 7:21.0 | +14.0 | 16       |
| 17      | 18  | レイネ・ウィセル               | BRM                     | 7:21.4 | +14.4 | 17       |
| 18      | 17  | ハウデン・ガンレイ             | BRM                     | 7:22.3 | +15.3 | 18       |
| 19      | 5   | ブライアン・レッドマン         | マクラーレン-フォード   | 7:23.2 | +16.2 | 19       |
| 20      | 16  | アンドレア・デ・アダミッチ     | サーティース-フォード   | 7:23.7 | +16.7 | 20       |
| 21      | 26  | ウィルソン・フィッティパルディ | ブラバム-フォード       | 7:24.8 | +17.8 | 21       |
| 22      | 19  | アルトゥーロ・メルツァリオ     | フェラーリ              | 7:25.9 | +18.9 | 22       |
| 23      | 25  | デビッド・ウォーカー           | ロータス-フォード       | 7:29.5 | +22.5 | 23       |
| 24      | 23  | ニキ・ラウダ                   | マーチ-フォード         | 7:32.2 | +25.2 | 24       |
| 25      | 27  | デレック・ベル                 | テクノ                  | 7:33.3 | +26.3 | 25       |
| 26      | 29  | デイヴ・チャールトン           | ロータス-フォード       | 7:34.1 | +27.1 | 26       |
| 27      | 28  | マイク・ボイトラー             | マーチ-フォード         | 7:35.9 | +28.9 | 27       |
| ソース: |     |                                |                         |        |       |          |

## 決勝
25万人近い大観衆がレースを待ちわびていた中、スタート直前のウォームアップ走行でクリス・エイモンの点火装置が破損し、ピットへ戻り修理しなけれなならなかった。エイモンを除く26台がスターティンググリッドに並び、レースはスタートした。
ジャッキー・スチュワートとロニー・ピーターソンがホイール・トゥ・ホイールの攻防で2位を争う中、ジャッキー・イクスがリードする。スチュワートとピーターソンのバトルはピーターソンが制し、スチュワートはクレイ・レガツォーニとエマーソン・フィッティパルディにも抜かれて5位に後退した。エイモンは1周半遅れてピットからスタートした。
E.フィッティパルディは2周目にレガツォーニを、5周目にピーターソンを抜いて2位に浮上する。9周目にピーターソンがスピンし、レガツォーニとスチュワートに遅れを取った。11周目にE.フィッティパルディのギアボックスが火災に見舞われ、ロータス・72Dから白煙が吹き出してリタイアした。これでレガツォーニが2位に浮上し、フェラーリの1-2体制が築かれた。スチュワートは最終ラップでレガツォーニに迫り、ハッツェンバッハの森に差し掛かったところでレガツォーニをオーバーテイクしようとしたが両者は接触してしまい、スチュワートはガードレール（アームコバリア）に激突してサスペンションが破壊し、チャンピオン争いで首位を独走するE.フィッティパルディとの差を縮める機会を失ってしまった。スチュワートは激怒したが、レガツォーニは肩をすくめて「彼がコントロールを誤ったのさ」と言いニヤリと笑った。
イクスは前年にフランソワ・セベールが記録したファステストラップのタイムを7秒上回り、首位の座を一度も譲らない完璧なスタイルで走り通して完勝した。イクスはニュルブルクリンク北コースでグランドスラムを達成した4人目かつ最後のドライバーとなった。イクス以前にニュルブルクリンク北コースでグランドスラムを達成したドライバーはアルベルト・アスカリ（1952年）、ファン・マヌエル・ファンジオ（1956年）、ジム・クラーク（1965年）の3人である。レガツォーニは復帰戦を2位でフィニッシュし、フェラーリは1970年メキシコGP以来2年ぶりの1-2フィニッシュを達成した。スチュワートに代わって3位表彰台を獲得したのはピーターソンで、マーチは今シーズン初の表彰台を獲得した。以下、ハウデン・ガンレイ、ブライアン・レッドマン、グラハム・ヒルがポイントを獲得した。

### レース結果
| 順位    | No. | ドライバー                     | コンストラクター        | 周回数 | タイム/リタイア原因 | グリッド | ポイント |
| ------- | --- | ------------------------------ | ----------------------- | ------ | ------------------- | -------- | -------- |
| 1       | 4   | ジャッキー・イクス             | フェラーリ              | 14     | 1:42:12.3           | 1        | 9        |
| 2       | 9   | クレイ・レガツォーニ           | フェラーリ              | 14     | +48.3               | 7        | 6        |
| 3       | 10  | ロニー・ピーターソン           | マーチ-フォード         | 14     | +1:06.7             | 4        | 4        |
| 4       | 17  | ハウデン・ガンレイ             | BRM                     | 14     | +2:20.2             | 18       | 3        |
| 5       | 5   | ブライアン・レッドマン         | マクラーレン-フォード   | 14     | +2:35.7             | 19       | 2        |
| 6       | 11  | グラハム・ヒル                 | ブラバム-フォード       | 14     | +2:59.6             | 15       | 1        |
| 7       | 26  | ウィルソン・フィッティパルディ | ブラバム-フォード       | 14     | +3:00.1             | 21       |          |
| 8       | 28  | マイク・ボイトラー             | マーチ-フォード         | 14     | +5:10.7             | 27       |          |
| 9       | 6   | ジャン＝ピエール・ベルトワーズ | BRM                     | 14     | +5:20.2             | 13       |          |
| 10      | 7   | フランソワ・セベール           | ティレル-フォード       | 14     | +5:43.7             | 5        |          |
| 11      | 1   | ジャッキー・スチュワート       | ティレル-フォード       | 13     | 接触                | 2        |          |
| 12      | 19  | アルトゥーロ・メルツァリオ     | フェラーリ              | 13     | +1 Lap              | 22       |          |
| 13      | 16  | アンドレア・デ・アダミッチ     | サーティース-フォード   | 13     | +1 Lap              | 20       |          |
| 14      | 15  | ティム・シェンケン             | サーティース-フォード   | 13     | +1 Lap              | 12       |          |
| 15      | 8   | クリス・エイモン               | マトラ                  | 13     | +1 Lap              | (8) 1    |          |
| NC      | 21  | カルロス・パーチェ             | マーチ-フォード         | 11     | 規定周回数不足      | 11       |          |
| Ret     | 2   | エマーソン・フィッティパルディ | ロータス-フォード       | 10     | ギアボックス        | 3        |          |
| Ret     | 20  | アンリ・ペスカロロ             | マーチ-フォード         | 10     | アクシデント        | 9        |          |
| Ret     | 3   | デニス・ハルム                 | マクラーレン-フォード   | 8      | エンジン            | 10       |          |
| Ret     | 14  | マイク・ヘイルウッド           | サーティース-フォード   | 8      | サスペンション      | 16       |          |
| Ret     | 12  | カルロス・ロイテマン           | ブラバム-フォード       | 6      | ディファレンシャル  | 6        |          |
| Ret     | 22  | ロルフ・シュトメレン           | アイフェラント-フォード | 6      | 電気系統            | 14       |          |
| Ret     | 25  | デビッド・ウォーカー           | ロータス-フォード       | 6      | オイル漏れ          | 23       |          |
| Ret     | 23  | ニキ・ラウダ                   | マーチ-フォード         | 4      | オイル漏れ          | 24       |          |
| Ret     | 27  | デレック・ベル                 | テクノ                  | 4      | エンジン            | 25       |          |
| Ret     | 29  | デイヴ・チャールトン           | ロータス-フォード       | 4      | 体調不良            | 26       |          |
| Ret     | 18  | レイネ・ウィセル               | BRM                     | 3      | エンジン            | 17       |          |
| ソース: |     |                                |                         |        |                     |          |          |

追記
- ^1 - エイモンは点火装置の修理のためピットスタート[13]

優勝者ジャッキー・イクスの平均速度
187.676 km/h (116.616 mph)

ファステストラップ
- ジャッキー・イクス - 7:13.6 (10周目)

ラップリーダー
太字は最多ラップリーダー
- ジャッキー・イクス - 14周 (全周回)

達成された主な記録
- ドライバー
  - 最終勝利/初グランドスラム: ジャッキー・イクス - 通算8勝、唯一のグランドスラム
  - 最終入賞: ブライアン・レッドマン

- コンストラクター
  - 150戦目の出走: BRM

## 第8戦終了時点のランキング
|         | 順位 | ドライバー                     | ポイント |
| ------- | ---- | ------------------------------ | -------- |
|         | 1    | エマーソン・フィッティパルディ | 43       |
|         | 2    | ジャッキー・スチュワート       | 27       |
| 1       | 3    | ジャッキー・イクス             | 25       |
| 1       | 4    | デニス・ハルム                 | 21       |
| 4       | 5    | クレイ・レガツォーニ           | 13       |
| ソース: |      |                                |          |

|         | 順位 | コンストラクター      | ポイント |
| ------- | ---- | --------------------- | -------- |
|         | 1    | ロータス-フォード     | 43       |
|         | 2    | ティレル-フォード     | 33       |
| 1       | 3    | フェラーリ            | 29       |
| 1       | 4    | マクラーレン-フォード | 29       |
|         | 5    | BRM                   | 12       |
| ソース: |      |                       |          |

- 注: トップ5のみ表示。前半6戦のうちベスト5戦及び後半6戦のうちベスト5戦がカウントされる。